# H2 (манга)
H2 (яп. エイチ・ツー Эйти Цу) — манга, автором которой является Мицуру Адати. Впервые начала издаваться издательством Shogakukan в журнале Weekly Shōnen Sunday с 1992 по 1999 год. Всего выпущено 34 тома манги.
На основе сюжета манги студией Ashi Productions был выпущен аниме-сериал, который транслировался по телеканалу ABC и TV Asahi с 1 июня 1995 года по 21 марта 1996 года. Всего выпущена 41 серия аниме.
На основе сюжета манги была выпущена дорама под названием H2: Kimi to Ita Hibi, которая транслировалась по телеканалу TBS с 13 января по 30 марта 2005 года. В главных ролях снимались: Куними Хиро, Итихара Сатоми и Татибана Хидэо. Всего выпущено 11 серий.

## Сюжет
В средней школе благодаря сильным игрокам: Хиро Куними, Хидэо Татибаны и Ацуси Ноды бейсбольная команда достигла непревзойденный рекорд и шла на пути к национальным чемпионатам. Однако Хиро получил серьёзную травму и врач сказал ему, что если он будет совершать лишние нагрузки на локоть, то он через 3 месяца сломается. Так мечта и будущее Хиро были сломаны и он был вынужден покончить с бейсболом. Хиро решил поступить в высшую школу Сэнкава и вступает там в футбольную команду. Его лучший друг Татибана Хидэо поступает параллельно в школу Мэйва Дайтти со своей девушкой Хикари, а Нода поступил на плавание, получив тоже плохой диагноз от врача. Позже однако выясняется, что врач, который дал диагноз Хиро и Ноде был шарлатаном, а это значит, что главные герои снова могут вернуться в бейсбол. Но теперь у них возникла новая проблема — убедить директора школы, который ненавидит бейсбол. Им же начинает помогать Харука Кога, менеджер клуба поклонников бейсбола. Харука убеждает директора сформировать бейсбольный клуб, если команда выиграет на состязании, хотя команда в конечном счёте проигрывает (так как судья лгал в пользу команды Дайти), директор позволил сформировать клуб и также позволил своему сыну Янаги вступить в команду бейсбола.

## Список персонажей
Хиро Куними (яп. 国見比呂)
Сэйю: Такаюки Ямада
Дата рождения: 16 января. После того, как врач даёт ему ложный диагноз, он отправляется в школу Сэнкава, чтобы забыть о прошлом, по после того, как выясняется, что врач был шарлатаном, он пытается создать новую команду Сэнкавы. Несмотря на огромный талант к спорту, по утверждениям других, Хиро очень трудолюбивый и занимается много спортом. Благодаря этому является сильнейшем игроком с кем бы не сталкивался. Также Хиро обладает большой выносливостью и Хидэо утверждает, что он мог отбить 18 подач подряд не утомляясь. Питает романтические чувства к подруге детства — Хикари Амамии а также влюбляется в своего менеджера Харуку.
Хидэо Татибана (яп. 橘英雄)
Сэйю: Синносукэ Фурумото
Дата рождения: 6 ноября. Он лучший друг Хиро и его главный соперник по бейсболу. Они были когда-то в одной бейсбольной команде в средней школе. После школы мечтает войти в профессиональную лигу бейсбола. Как и Хиро, у Хидэо есть прирождённый талант к бейсболу, однако ему очень трудно развивать дальше свои навыки. Вскоре становится национальной звездой.
Хикари Амамия (яп. 雨宮ひかり)
Сэйю: Кэйко Имамура
Дата рождения: 16 августа. Подруга детства Хиро и девушка Хидэо. Хикари мечтает стать журналистом. Она является членом клуба стрельбы из лука, но временно решает стать новым менеджером бейсбольной команды. Несмотря на то, что встречается с Хидэо, она питает чувства и к Хиро.
Харука Кога (яп. 古賀春華)
Сэйю: Масами Судзуки
Дата рождения: 3 марта. Она дочь бизнесмена у которого работает отец Хиро. Она становится новым и первым менеджером бейсбольного клуба и сыграла важную роль в его продвижении. Позже влюбляется в Хиро. Мечтает стать стюардессой и женой профессионального бейсболиста.
Ацуси Нода (яп. 野田敦)
Сэйю: Кэндзиро Цуда
Он ловец в бейсбольной команде, друг Хиро и Хидэо. Довольно толстый и ленивый. Со стороны кажется, что глуповат, любит шутить у создавать каламбур, но на самом деле очень мудрый и опытный человек, быстро становится капитаном бейсбольной команды Сэнкава как студент-второкурсник.
Рютаро Кинэ (яп. 木根竜太朗)
Сэйю: Синъити Такэнака
Он играл в команде Ангелов Хакусан, пока Хидэо не заменил его. Стал заниматься футболом, долгое время пытался убедить Харуку отказаться от своих амбиций, связанных с бейсболом но позже присоединяется в бейсбольную команду, чтобы сблизиться с Харукой. Видя, как Хиро и Харука сближаются, он пытался разделить их. Очень любить хвастаться, но и талантлив в бейсболе.
Михо Асанаи
Не появляется в аниме. Одна из менеджеров бейсбольной команды, согласилась стать менеджером, чтобы сблизиться с Хидэо. Тем не менее она не признавала отношения между Хидэо и Хикари и пыталась разделить их, но попытки кончались неудачами. Позже, для того, чтобы поссорить Хидэо с Хикари сговорилась с Кинэ. В результате Михо и Кинэ наоборот начинают встречаться.